# Termopsidae
Termopsidae é uma pequena família de térmitas primitivas que contém apenas quatro ou cinco géneros extantes com 13–20 espécies vivas.